# Aleksander Jałkowski
Aleksander Jałkowski (ur. 2 listopada 1919 w Nowej Uszycy, zm. prawdopodobnie w 1965) – uczestnik II wojny światowej w szeregach Armii Czerwonej i ludowego Wojska Polskiego, funkcjonariusz aparatu bezpieczeństwa PRL.

## Życiorys
Syn Aleksandra i Marii. W latach 1940–1943 służył w Armii Czerwonej, następnie w ludowym Wojsku Polskim (od sierpnia 1943 do marca 1944). Absolwent Szkoły NKWD nr 336 w Kujbyszewie (1944), który podjął służbę w resorcie bezpieczeństwa publicznego (1944), m.in. pełnił funkcję funkcjonariusza grupy operacyjnej w Wojewódzkim Urzędzie Bezpieczeństwa Publicznego w Warszawie (1944–1945), kier. kontrwywiadu tamże (1945), kier. Wydz. I w PUBP w Błoniu (1945), szefa PUBP w Rembertowie i Błoniu (1945), kier. Wydz. I w WUBP w Warszawie (1945), z-cy kier./nacz. Wydz. II/III/Ogólnego w Departamencie I MBP (1945–1950), kier. Katedry Przedmiotów Operacyjnych w Tymczasowym Ośrodku Szkolenia Bezpieczeństwa Publicznego w Pleszewie (1950–1951), z-cy dyrektora nauk i jednocześnie nacz. Wydz. Wyszkolenia w Centrum Wyszkolenia MBP w Legionowie (1951–1952), z-cy komendanta i jednocześnie dyr. nauk (1952) oraz p.o. kmdta/kmdta tamże (1952–1955), nacz. Samodzielnego Wydziału „C” w Komitetu do spraw Bezpieczeństwa Publicznego (1955–1956).